# NGC 5736
NGC 5736 est une galaxie spirale relativement éloignée et située dans la constellation du Bouvier. Sa vitesse par rapport au fond diffus cosmologique est de 8 619 ± 15 km/s, ce qui correspond à une distance de Hubble de 127,1 ± 8,9 Mpc (∼415 millions d'al). NGC 5736 a été découverte par l'astronome américain Lewis Swift en 1887.
Selon la base de données Simbad, NGC 5736 est une galaxie LINER, c'est-à-dire une galaxie dont le noyau présente un spectre d'émission caractérisé par de larges raies d'atomes faiblement ionisés.
En raison d'une brillance de surface égale à 14,02 mag/am2, on peut qualifier NGC 5736 de galaxie à faible brillance de surface (LSB en anglais pour low surface brightness). Les galaxies LSB sont des galaxies diffuses (D) avec une brillance de surface inférieure de moins d'une magnitude à celle du ciel nocturne ambiant.